# 10032 Hans-Ulrich
10032 Hans-Ulrich este o planetă minoră (asteroid), cu un diametru de 5,71 km, din centura de asteroizi. A fost descoperită pe 3 septembrie 1981 la Observatorul Palomar de Schelte J. Bus și a fost numită după Hans-Ulrich Auster⁠(d). 
Obiectul prezintă o orbită caracterizată de o semiaxă mare de 3,0783495 UAi, o excentricitate de 0,32, o înclinație de 8,81885 ° în raport cu ecliptica.